# Біле-Міштале
Біле-Міштале (пол. Białe-Misztale) — село в Польщі, у гміні Боґути-П'янки Островського повіту Мазовецького воєводства.
Населення — 65 осіб (2011).
У 1975-1998 роках село належало до Ломжинського воєводства.

## Демографія
Демографічна структура станом на 31 березня 2011 року:
|          | Загалом | Допрацездатний вік | Працездатний вік | Постпрацездатний вік |
| -------- | ------- | ------------------ | ---------------- | -------------------- |
| Чоловіки | 32      | 5                  | 23               | 4                    |
| Жінки    | 33      | 4                  | 23               | 6                    |
| Разом    | 65      | 9                  | 46               | 10                   |